# Uma Musume Pretty Derby
Uma Musume Pretty Derby (tiếng Nhật: ウマ娘 プリティーダービー) là một nhượng quyền thương mại đa phương tiện do Cygames tạo ra. Một trò chơi di động dành cho iOS và Android dự kiến ra mắt vào cuối năm 2018 và sau đó bị trì hoãn đến tháng 2 năm 2021. Một bộ phim truyền hình anime dài 13 tập được chuyển thể bởi P.A. Works được phát sóng từ tháng 4 đến tháng 6 năm 2018, tiếp theo là mùa thứ hai của Studio Kai, phát sóng từ tháng 1 đến tháng 3 năm 2021, và sau đó là mùa thứ ba, phát sóng từ tháng 10 đến tháng 12 năm 2023. Một bộ phim hoạt hình truyền hình chuyển thể từ manga phụ Umayon được phát sóng từ tháng 7 đến tháng 9 năm 2020. Một bộ phim hoạt hình ngắn có tựa đề Umayuru được công chiếu vào tháng 10 năm 2022. Một bộ phim hoạt hình thứ hai có tựa đề Uma Musume Pretty Derby: Road to the Top được công chiếu vào tháng 4 năm 2023 và kéo dài trong bốn tập. Một bộ phim hoạt hình có tựa đề Uma Musume Pretty Derby: Beginning of a New Era được công chiếu tại Nhật Bản vào tháng 5 năm 2024. Một bộ phim hoạt hình truyền hình chuyển thể từ Uma Musume: Cinderella Gray dự kiến sẽ công chiếu vào tháng 4 năm 2025.